# 3-metilhexan
3-metilhexanul este un compus organic și unul dintre izomerii heptanului (C7H16). Este un alcan ramificat și prezintă doi enantiomeri:
- (R)-3-metilhexan[4]
- (S)-3-metilhexan.[5]